# Powszechna obrona przeciwlotnicza
Powszechna obrona przeciwlotnicza (POPL) – rodzaj zabezpieczenia bojowego wojsk. Część obrony przeciwlotniczej wojsk.
Powszechna obrona przeciwlotnicza to zespół przedsięwzięć, mających na celu samoobronę wojsk w sytuacji zagrożenia lub bezpośredniego uderzenia środków napadu powietrznego przeciwnika. Organizatorami powszechnej obrony przeciwlotniczej są dowódcy ogólnowojskowi. Dzieli się na pasywną i aktywną powszechną oplot.

## Składowe  powszechnej obrony przeciwlotniczej
Obejmuje:
- rozpoznanie przeciwnika powietrznego
- alarmowanie pododdziałów o zagrożeniu z powietrza
- prowadzenie zorganizowanego ognia do celów powietrznych niespecjalistycznymi środkami
- maskowanie przed rozpoznaniem z powietrza;
- rozśrodkowanie wojsk
- przygotowanie schronów i ukryć przeciwlotniczych
- likwidację skutków uderzeń środków napadu powietrznego